# テア (小惑星)
テア (453 Tea) は小惑星帯に位置する小惑星。1900年2月22日、オーギュスト・シャルロワがニースで発見した。名前はケルト神話に由来するらしいが、詳細は不明。
1980年代にフランスがテアへ小惑星探査機「ベスタ」を送ろうと計画したが、探査機は結局建造されなかった 。